# Alamparai
Alamparai és una vila del districte de Kanchipuram (antic districte de Chengalpat) a Tamil Nadu, situada a la costa, a la part sud del districte, entre les ciutats de Chennai i Chengalpat.
Muzaffar Jang, subadar de Dèccan, la va cedir a Dupleix el 1750 i fou teatre de diversos fets d'armes entre francesos i anglesos. El 1758 es va lliurar la batalla naval d'Alamparai en les aigües enfront de la vila. Fou dipòsit francès d'armament durant el setge de Madras. El 1760 fou conquerida pel britànic Sir Eyre Coote.